# Moleiro-pomarino

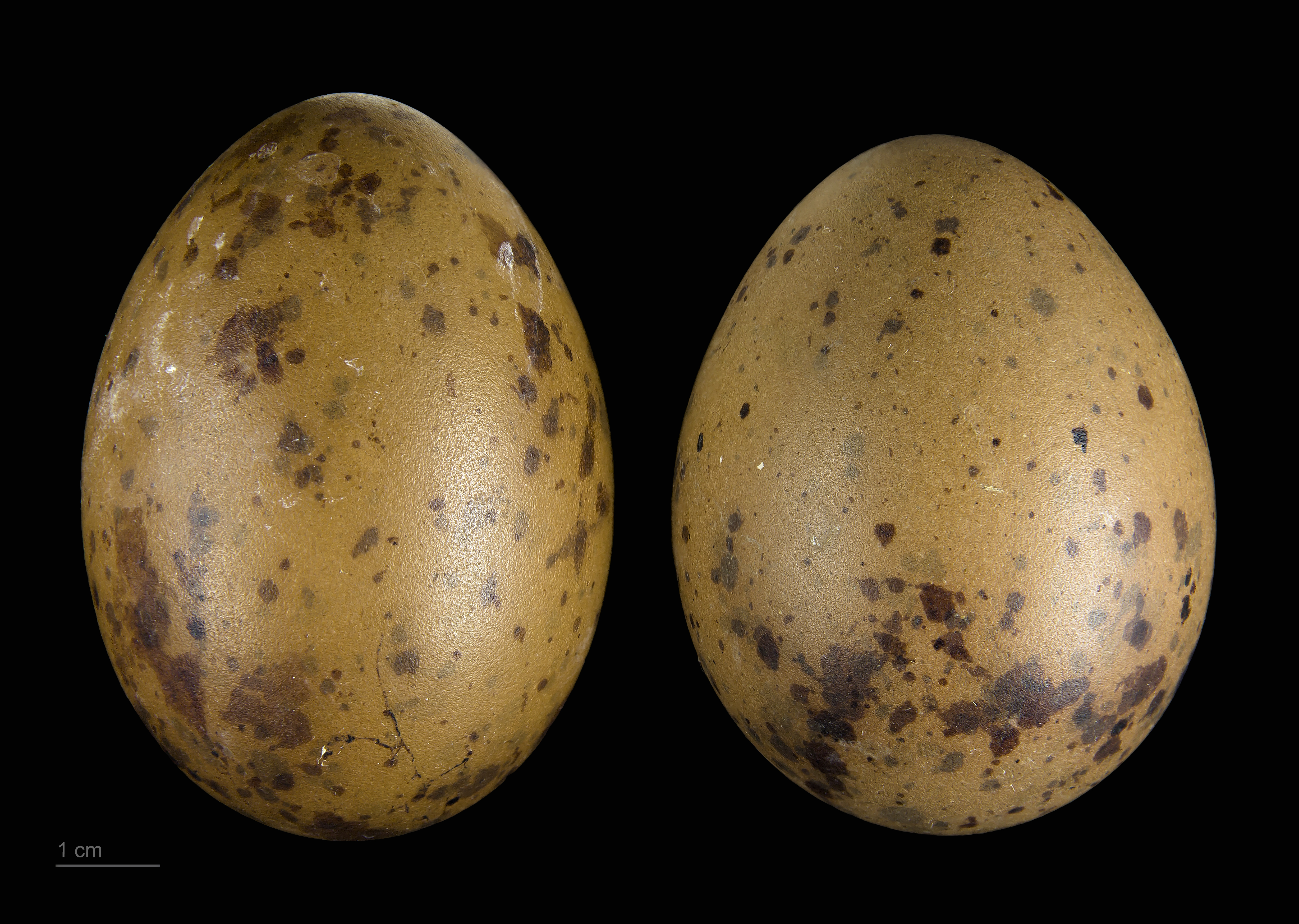
Stercorarius pomarinus - MHNT

O Stercorarius pomarinus, comummente conhecido como moleiro-pomarino ou medonho  é uma ave caradriforme da família dos Estercorariídeos.
Tal como os muitas outras espécies de moleiro, esta ave é cleptoparasita, isto é, persegue gaivotas e outras aves marinhas, a fim de lhes roubar o alimento.

## Distribuição
Esta espécie nidifica nas regiões árcticas (Canadá, Gronelândia e norte da Sibéria), e inverna no Oceano Atlântico ao largo da costa africana.

### Portugal
Em Portugal ocorre sobretudo durante as passagens migratórias outonais (entre finais de Agosto e Novembro), marcando presença  ao longo de toda a costa portuguesa continental. É rara a sua ocorrência como espécie invernante, sendo que, quando ocorre nessas circunstâncias, tende a privilegiar a costa sul de Portugal, se bem que, geralmente, em números reduzidos.

## Subespécies
A espécie é monotípica (não são reconhecidas subespécies).